# Orden del Dos de Mayo
La Orden del Dos de Mayo es una de las más altas distinciones que concede la Comunidad de Madrid, y tiene un único grado: Gran Cruz. Fue creada mediante el Decreto 91/2006, de 2 de noviembre, y en la actualidad se encuentra regulada en el Título II de la Ley 2/2024, de 22 de abril, por la que se regulan las Distinciones Honoríficas de la Comunidad de Madrid. 
La Gran Cruz de la “Orden del Dos de Mayo” se otorga a las personas físicas o jurídicas, instituciones nacionales y extranjeras, y grupos u otras entidades, por actos o servicios relevantes para los ciudadanos, principalmente en el ámbito de la Comunidad de Madrid, y en general por su contribución al progreso político, económico, cultural o social de la Región.

En el caso de personas jurídicas, la condecoración adopta la forma de Placa de Honor. Asimismo, en el caso de grupos u otras entidades, corresponde al titular de la Presidencia de la Comunidad de Madrid decidir sobre la forma de materialización de la distinción (v. gr., en alguna ocasión se ha hecho envío de diplomas personalizados a los condecorados).

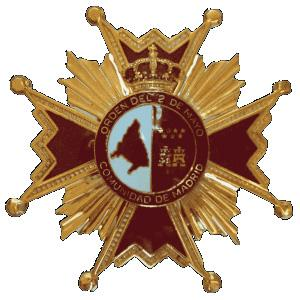
Insignia de la Gran Cruz de la Orden del Dos de Mayo

## Gran Cruz de la Orden del Dos de Mayo
- En 2025
  - Pedro Schwartz
  - Jorge Martín
  - José Coronado
  - José Mercé
  - Massiel
  - Ilia Topuria Bendeliani
  - Escuela Técnica Superior de Ingenieros Industriales de Madrid y Colegio Oficial de Ingenieros Industriales de Madrid
  - A los profesionales y voluntarios que prestaron su ayuda en los municipios afectados por la DANA en Valencia y a los municipios de Madrid afectados por las borrascas de marzo de este año.
- En 2024[3]
  - Elena Huertas Zurita y Octavio Torres Román.
  - Fernando Eugenio Martín Pozueco, Cabo 1º del Ejército de Tierra.
  - Nieves Álvarez García.
  - Rodolfo Fernández Ferrés (Rudy Fernández).
  - Constantino Mediavilla Fernández.
  - Al agente de la Guardia Civil José Antonio Rosa Alcocer, a título póstumo.[4]
- En 2023[5]
  - A los obreros de la construcción de la Comunidad de Madrid, en reconocimiento de su labor imprescindible y un papel determinante en el desarrollo económico y social de la región.
  - A los niños ucranianos de los colegios de la Comunidad de Madrid, víctimas del exilio forzoso tras la invasión de su país por Rusia en febrero de 2022.
  - Daniel Martín García "Dani Martín".
- En 2022[6]
  - A los agentes de la Guardia Civil y de la Policía Nacional desplegados en Ceuta y Melilla, para la vigilancia de la frontera, a título colectivo.[7][8]
  - Fernando Savater.
  - Daniel Felipe Devia Cruz.
  - A a todos los jóvenes de la Comunidad de Madrid que en el curso 2020-2021 estuvieron escolarizados desde 3º de la ESO a 2º de Bachillerato y en Formación Profesional de Grado Básico y Medio, así como a los de Educación Especial.[9] Se envió diploma a cada uno de ellos.

- En 2021
  - A los niños de la Comunidad de Madrid, por su comportamiento durante la pandemia del COVID 19.[10] En la práctica, se envió diploma a los estudiantes de segundo Ciclo de Educación Infantil, Educación Primaria y 1.º y 2.º curso de Educación Secundaria Obligatoria, así como a todos los niños de Centros de Educación Especial desde los 6 a los 13 años.[11]
- En 2020
  - Rafael Nadal Parera.
- En 2019
  - Fuencisla Clemares, directora general de Google en España y Portugal.
- En 2018[12]
  - Al Cuerpo de la Policía Municipal del Ayuntamiento de Madrid.
- En 2017[13]
  - Lorenzo Manuel Silva Amador
  - Jesús Vaquero Crespo, médico
- En 2016[14]
  - Rafael Matesanz Acedos, médico y creador de la Organización Nacional de Trasplantes
- En 2015[15]
  - Jaime Lissavetzky, político
  - César Alierta Izuel, empresario y abogado, presidente ejecutivo de Telefónica
  - Antonio Fernández Resines, actor
  - Julio Aparicio Martínez, torero
  - Felipe Reyes Cabanás, jugador de baloncesto
  - Javier Fernández López, patinador
  - Lorenzo Caprile, diseñador de moda
  - Aída Gómez Aguado, bailarina y coreógrafa
  - Jesús Núñez Velázquez, fundador y presidente de la Universidad Alfonso X el Sabio
  - Carmen Peña López, presidenta de la Federación Internacional Farmacéutica

- En 2014[16]
  - Ángel García Rodríguez, sacerdote católico, fundador y presidente de la ONG Mensajeros de la Paz y de la Asociación Cruz de los Ángeles
  - David Muñoz, cocinero
  - José Luis Gómez García, director teatral
  - Pedro Guillén, médico y fundador de la Clínica CENTRO

- En 2013[17]
  - Joaquín Poch Broto, presidente de la Real Academia Nacional de Medicina
  - Alfonso Ussía, periodista y escritor
  - Enrique Cornejo, empresario teatral
  - Víctor Ullate, bailarín y coreógrafo
  - Carmen Díez, pianista
  - Ignacio Vicens, arquitecto

- En 2012[18]
  - José María Álvarez del Manzano, antiguo alcalde de Madrid
  - Juan Barranco, ídem
  - Inés Sabanés, antigua diputada regional de Madrid
  - Salvador Santos Campano, empresario
  - Tony Leblanc, actor
  - Santiago Segura, actor y director
  - José Miguel Arroyo Delgado, torero
  - Miguel Zugaza, historiador
  - Rémy Robbinet-Duffo, fundador de la OPCE
  - Tomás Marco, compositor y violinista
  - Fernando García de Cortázar, historiador
  - Manuel Sainz de Vicuña presidente de la Real Hermandad del Refugio y Piedad
  - Manuel Fraga,  político, diplomático y profesor de Derecho (A título póstumo)
  - Jesús del Pozo, diseñador de moda (A título póstumo)
  - Soledad Mestre, antigua delegada del Gobierno en Madrid (A título póstumo)

- En 2011, por Decreto 23/2011, publicado en el BOCM del 29 de abril 
  - Vicente del Bosque, entrenador y seleccionador de fútbol[19]
  - Mariano Barbacid Montalbán, bioquímico.
  - Juan Ignacio Cirac Sasturain, físico.
  - Francisco Daurella Franco.
  - Victorino Martín Andrés, ganadero
  - Florentino Pérez Rodríguez, Presidente de la empresa ACS, Presidente del Real Madrid C. F.
  - Ángel del Río López, cronista de la ciudad de Madrid.
  - Francisco Rodríguez Adrados, filólogo
  - José Tomás Román Martín, torero.
  - Baronesa Carmen Thyssen-Bornemisza
  - Juan Miguel Villar Mir, presidente de la empresa OHL, marqués de Villar Mir.
  - Enrique Morente Cotelo, cantaor flamenco, a título póstumo.

- En 2010,[20]
  - Alberto Contador Velasco, ciclista
  - Bruno Delaye, embajador de Francia en España
  - María Isabel Falabella García.
  - Manuel Jiménez de Parga Cabrera
  - Lina Morgan, actriz.
  - Nicolás Redondo Urbieta
  - José Antonio Segurado García.

- En 2009,[21]
  - Ion de la Riva Guzmán de Frutos, embajador de España en la India y creador de Casa Asia.
  - Pedro Rodríguez-Ponga y Ruiz de Salazar, decano de la Bolsa de Madrid.
  - Max Mazin, impulsor del liberalismo económico español, cofundador de la CEOE, presidente de honor de la CEIM.[22]
  - Elio Berhanyer, diseñador.
  - Olvido Gara, Alaska, cantante y empresaria.

- En 2008,[23]
  - Manuel Santana, tenista.
  - Lucio Damián Blázquez, restaurador.
  - José Luis Ruiz Solaguren, restaurador.
  - Rafael del Pino, empresario.
  - Miguel de la Quadra-Salcedo, aventurero.
  - Ángel Nieto, campeón del mundo de motociclismo.
  - Jesús María Oyarbide, restaurador, a título póstumo.

- En 2007,[24]
  - Concha Sierra, abogada, miembro del Consejo Asesor del Observatorio Regional contra la Violencia de Género de la Comunidad de Madrid.
  - Carlos Payá Riera, presidente de Cruz Roja de Madrid.
  - Alfredo Landa, actor.
  - Francisco Fernández Ochoa, deportista, a título póstumo.

## Placa de honor

### Categoría de Gran Cruz
- En 2025
  - La Comunidad de Madrid concede la Gran Cruz de la Orden del 2 de Mayo a los profesionales y voluntarios que prestaron su ayuda en los municipios afectados por la DANA en Valencia y a los municipios de Madrid afectados por las borrascas de marzo de este año.
- En 2024[3]
  - Ilustre Colegio de Procuradores de Madrid.
  - Policía Nacional.
  - Telefónica, S.A.
  - Los ciudadanos rumanos residentes en la Comunidad de Madrid.
  - Conserjes y porteros de fincas urbanas de la Comunidad de Madrid.
  - Profesionales sanitarios en formación de la Comunidad de Madrid.
  - Servicio de Cardiología del Hospital Clínico "San Carlos", por su estudio sobre el COVID persistente.
  - Grupo musical Camela.
  - Rayo Vallecano de Madrid, S.A.D.
  - Grupo Crónica
- En 2023
  - Club Estudiantes de Baloncesto.
  - Sociedad de Condueños de los edificios que fueron Universidad de Alcalá.
  - Revista de Occidente.
- En 2019
  - El Corte Inglés
- En 2018,[12]
  - Organización Nacional de Ciegos Españoles
  - Policía Municipal de Madrid

- En 2015,[15]
  - Hospital Universitario La Paz
  - Hospital Universitario Puerta de Hierro
  - Mutua Madrileña
  - Mahou

- En 2014,[16]
  - Fundación Juan March
  - Hotel Ritz (Madrid)

- En 2013[17]
  - Los Secretos, conjunto musical
  - Escolanía del Real Monasterio de San Lorenzo de El Escorial

En 2012
- Club Liberal 1812

En 2009
- Demarcación de Madrid del Colegio de Ingenieros de Caminos, Canales y Puertos

## Antiguos grados de la Orden del Dos de Mayo
En un primer momento el Decreto 91/2006, de 2 de noviembre, contempló tres grados de la Orden del Dos de Mayo: Gran Cruz, Encomienda de Número y Cruz. Sin embargo, los grados de Encomienda de Número y de Cruz fueron suprimidos a través de la Ley 2/2024, de 22 de abril, por la que se regulan las distinciones honoríficas de la Comunidad de Madrid.
No obstante, tal y como dispone la Disposición transitoria única de la citada Ley 2/2024, las personas que a la entrada en vigor de la ley hubieran sido condecoradas con la Encomienda de Número o con la Cruz de la Orden del Dos de Mayo, mantendrán el tratamiento y los honores que atribuían dichas distinciones el Decreto 91/2006.

## Jefatura Superior de la Orden

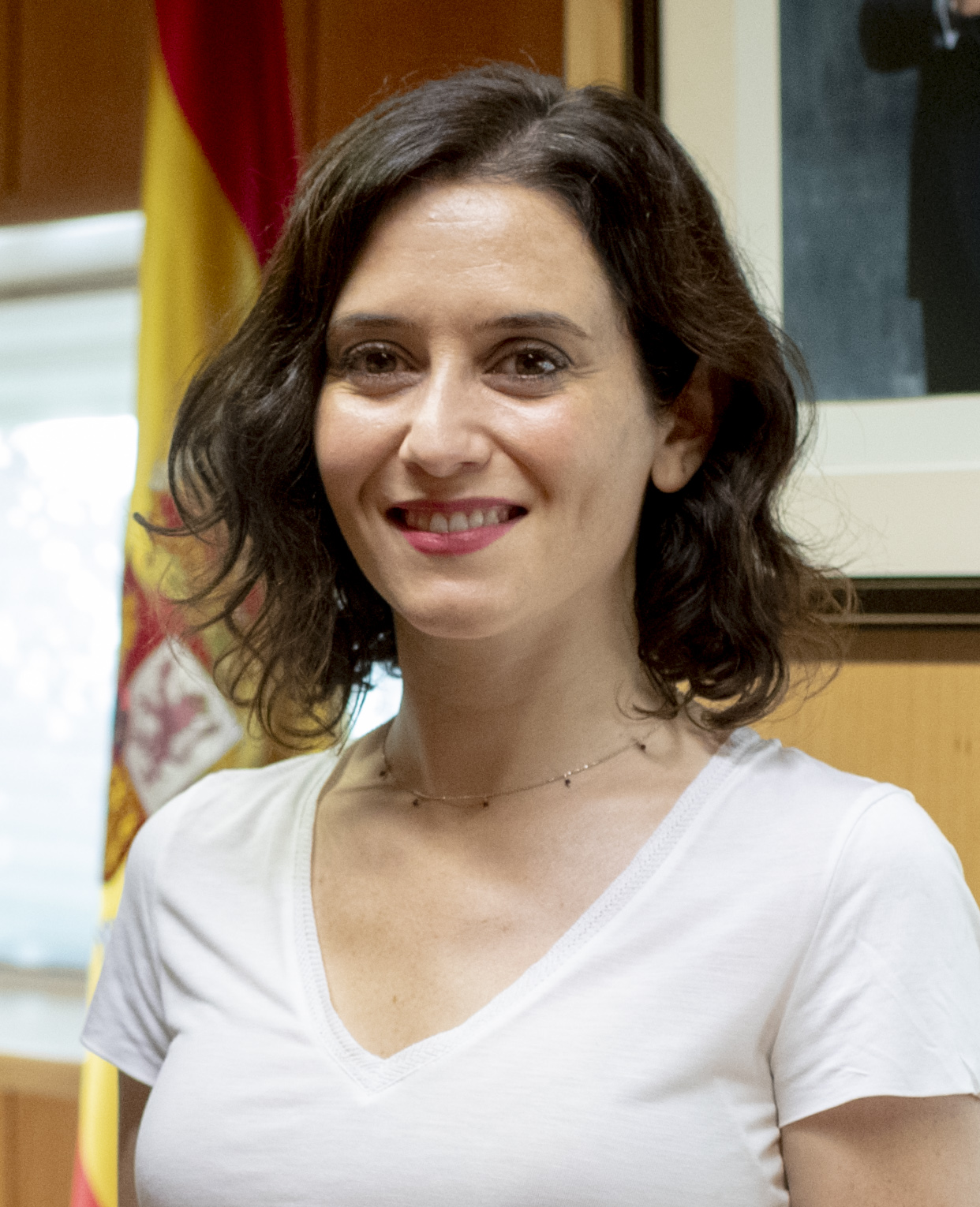
Isabel Natividad Díaz Ayuso ostenta en la actualidad la Jefatura Superior de la Orden del Dos de Mayo.

La Jefatura Superior de la Orden del Dos de Mayo le corresponde al titular de la Presidencia de la Comunidad de Madrid, como más alto representante de la Comunidad Autónoma. En la actualidad, este puesto lo ostenta Isabel Natividad Díaz Ayuso, como presidenta de la Comunidad de Madrid.

## Consejo de la Orden y Secretariado General de la Orden
El Consejo de la Orden está integrado por todos los miembros del Consejo de Gobierno de la Comunidad de Madrid, y presidido por el titular de la Presidencia de la Comunidad de Madrid.
En cuanto al Secretariado General del Consejo de la Orden, lo ostenta el titular de la Secretaría General del Consejo de Gobierno. En la actualidad, el titular del Secretariado General de la Orden del Dos de Mayo es Fabio Pascua Mateo, como Secretario General del Consejo de Gobierno.

## Procedimiento para la concesión de la Gran Cruz de la Orden del Dos de Mayo
En el artículo octavo de la Ley 2/2024, de 22 de abril, se regula el procedimiento para la concesión de la Gran Cruz de la “Orden del Dos de Mayo”.

Se establece que la concesión de la Gran Cruz de la Orden del Dos de Mayo se efectuará de forma motivada por decreto del Consejo de Gobierno previo informe del Consejo de la Orden.

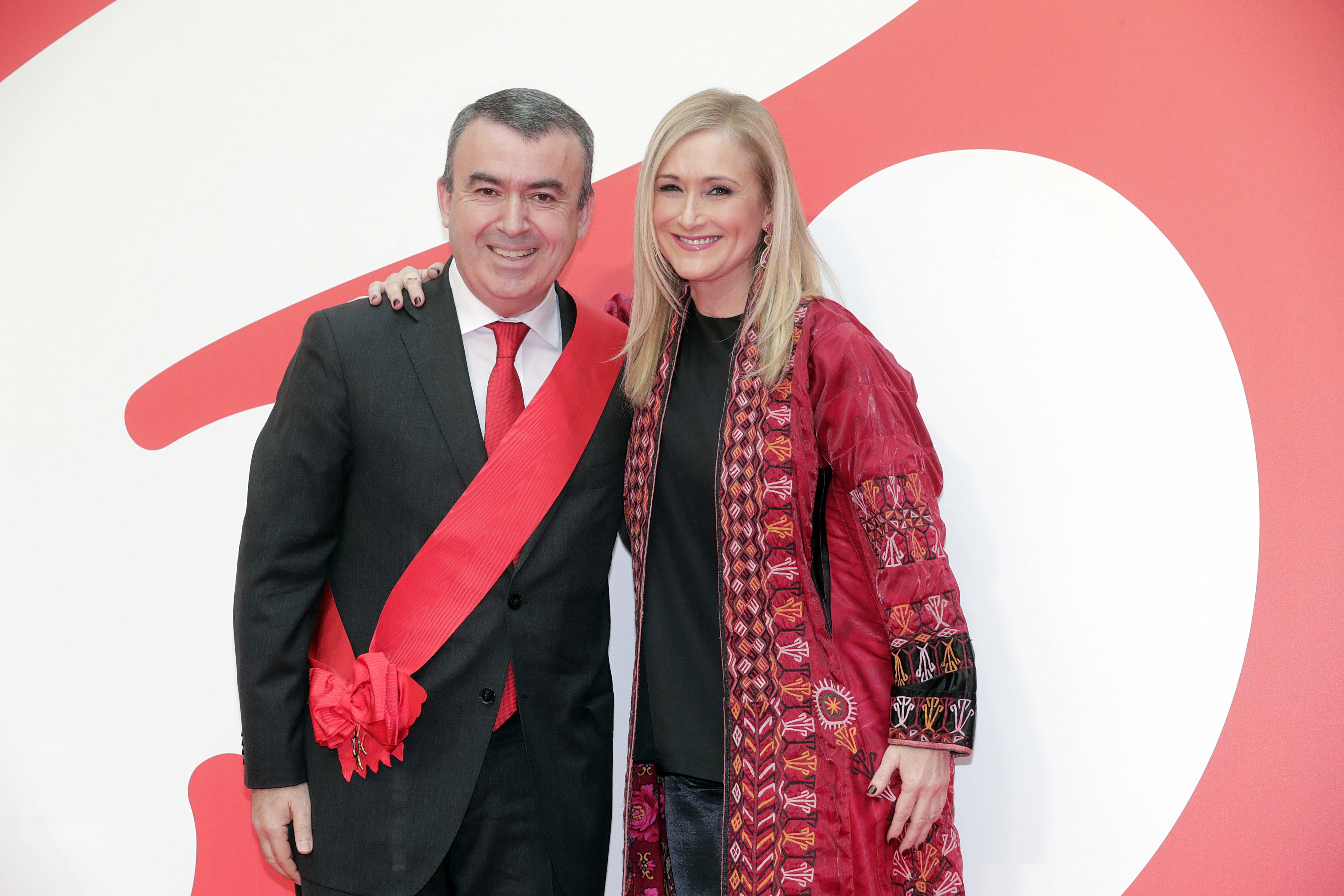
Lorenzo Silva recibiendo la Gran Cruz de la Orden del Dos de Mayo, junto a la ex Presidenta de la Comunidad de Madrid Cristina Cifuentes, quien entonces ostentaba la Jefatura Superior de la Orden.

El procedimiento de concesión se iniciará a propuesta del titular de la Presidencia de la Comunidad de Madrid o de cualquiera de los miembros del Consejo de Gobierno. Asimismo, se contempla la posibilidad de que la Asamblea de Madrid, los ayuntamientos de la Comunidad de Madrid, así como cualquier ciudadano, persona jurídica o entidad, puedan proponer la concesión de la Gran Cruz a través de la Consejería de Presidencia, alegando al efecto los méritos correspondientes. No obstante, se señala que en ningún caso se valorarán las propuestas que provengan de la propia persona física o jurídica, grupo o entidad, a la que se propone para la concesión.
Se establece también que los decretos de otorgamiento de la Gran Cruz de la Orden del Dos de Mayo se publicarán en el Boletín Oficial de la Comunidad de Madrid (BOCM) y se remitirán a la Asamblea de Madrid. Por último, se dispone que el acto de imposición tendrá lugar, preferentemente, el día 2 de mayo, Fiesta de la Comunidad de Madrid.
Señalar que en el apartado segundo del artículo 6 de la Ley 2/2024 se establece que el número máximo de distinciones que se concederá anualmente se limitará a una cifra que no perjudique el carácter singular y honorífico de la condecoración. Asimismo, hay que tener en cuenta que en el apartado tercero del mismo artículo se dice que los expresidentes y ex Consejeros de la Comunidad de Madrid podrán ser condecorados con el otorgamiento de la Gran Cruz de la Orden del Dos de Mayo.

## Tratamiento de los miembros de la Orden
En el artículo 14.1 de la Ley 2/2024 se regula el tratamiento de los distinguidos con la Gran Cruz de la “Orden del Dos de Mayo”.
Así las cosas, se preceptúa que tendrán el tratamiento de Excelencia las personas físicas a las que se conceda la Gran Cruz de la Orden del Dos de Mayo. Asimismo, se dispone que los distinguidos ocuparán en los actos públicos organizados por la Comunidad de Madrid un lugar de preeminencia y, en el caso de personas físicas, podrán usar unas miniaturas de las distinciones. Cuando las distinciones fueran concedidas a una persona jurídica o a un grupo o entidad, su utilización pública corresponderá a quien ostente su representación.
Señalar que, en relación con los condecorados con la Encomienda de Número o la Cruz de la “Orden del Dos de Mayo” con anterioridad a la entrada en vigor de la Ley 2/2024, la Disposición transitoria única de dicha norma contempla que las personas que hubieran sido condecoradas con dichos grados mantendrán el tratamiento y los honores que atribuían a los mismos el Decreto 91/2006. A estos efectos, los condecorados con la Encomienda de Número o de Cruz tienen el tratamiento de Ilustrísima, y ocuparán en los actos públicos organizados por la Comunidad de Madrid un lugar de preeminencia.
Por último, es importante señalar que en el artículo 14.2 de la Ley 2/2024 se preceptúa que el otorgamiento de las distinción de la Gran Cruz de la “Orden del Dos de Mayo” será exclusivamente honorífico, sin que lleve aparejada prestación económica alguna.

## Revocación de la concesión de la Gran Cruz de la Orden del Dos de Mayo
Dice el artículo 15 de la Ley 2/2024 que la concesión de la Gran Cruz de la “Orden del Dos de Mayo” podrá ser revocada si el titular hubiera sido condenado por sentencia firme en juicio penal, sancionado por infracción administrativa muy grave cuando la sanción haya adquirido firmeza, o hubiese realizado actos o manifestaciones contrarios a la Comunidad de Madrid o a los principios en que se fundamenta el Estatuto de Autonomía o la Constitución Española, o de menosprecio a los méritos que en su día fueron causa del otorgamiento.
Se señala asimismo que la revocación será acordada por el mismo órgano que hubiera concedido la distinción, previa audiencia al interesado.

## Descripción de la insignia de la Gran Cruz de la Orden del Dos de Mayo
Gran Cruz

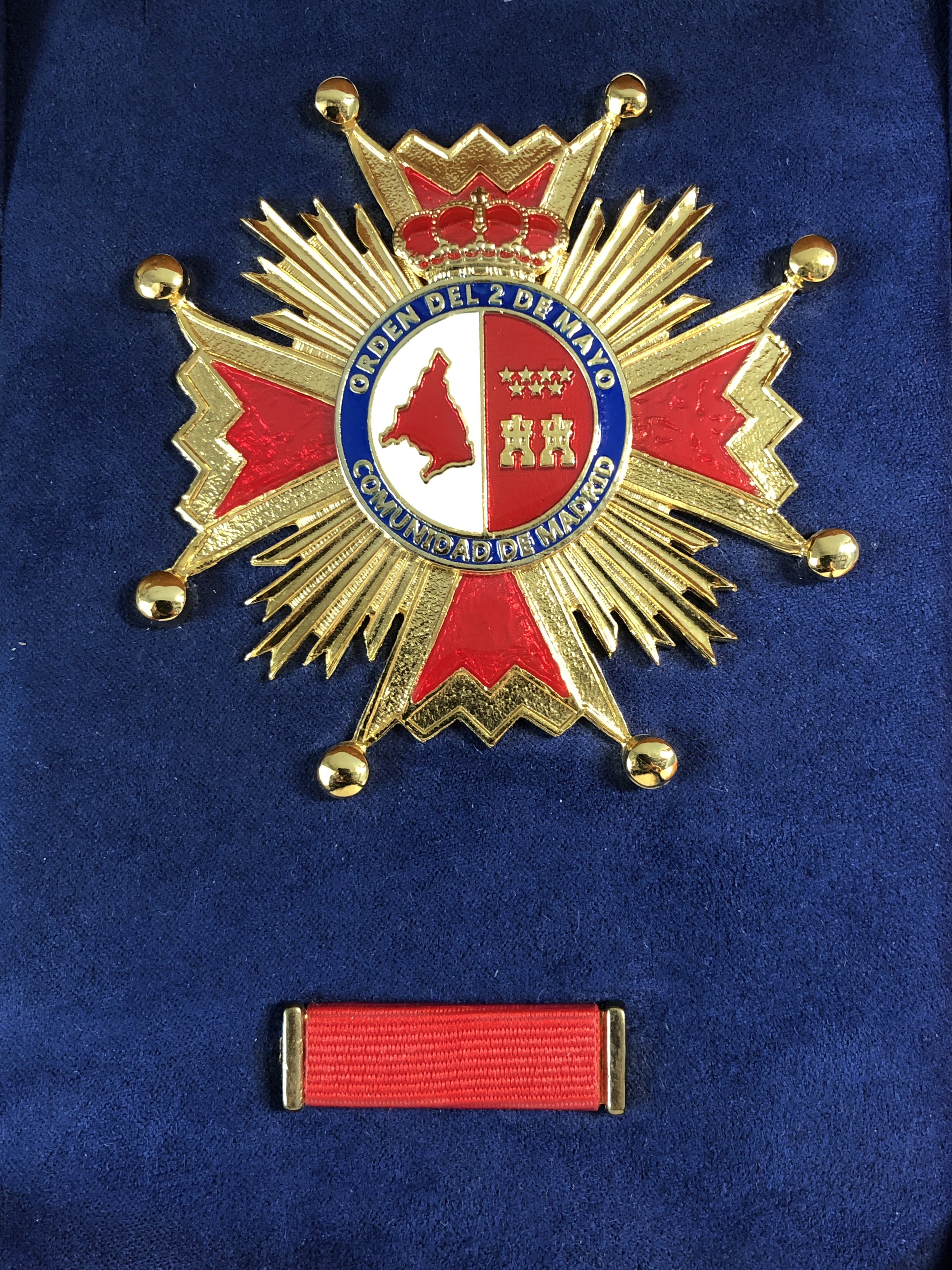
Gran Cruz de la Orden del Dos de Mayo, con cinta de la Orden.

La insignia del grado de Gran Cruz consistirá en una placa de 85 milímetros de diámetro total de metal dorado, formada por cuatro brazos hendidos en corona, iguales y simétricos esmaltados en rojo y rematados por una bola dorada. Alternándose con los brazos llevará cuatro ráfagas bruñidas. El centro de la cruz será en forma circular partido en dos, y estará rodeado por una orla azul con la leyenda: Orden del 2 de mayo, Comunidad de Madrid, con letras doradas. En la parte derecha irá esmaltado en rojo el mapa de la Comunidad de Madrid, sobre fondo blanco, y en la parte izquierda dos torres doradas bajo las estrellas de la Comunidad de Madrid, sobre fondo rojo. En la parte superior lucirá la corona real.
Señalar que las Grandes Cruces que se entregan personalmente a los condecorados vienen acompañadas, como tradicionalmente ocurre con el resto de Órdenes civiles y militares en su categoría de Gran Cruz, por una banda roja que se coloca terciada del hombro derecho al costado izquierdo, unida en sus extremos por una roseta de la cual prende una venera con la Cruz de la Orden.

## Descripción de las insignias de los antiguos grados de la Orden del Dos de Mayo
Encomienda de Número
La insignia del grado Encomienda de Número consistirá en una placa de iguales características que las descritas para la Gran Cruz, con la diferencia de su tamaño, que será de 75 milímetros.
Cruz
La insignia del grado de Cruz consistirá en una placa de iguales características que las descritas para la Gran Cruz, con la diferencia de su tamaño, que será de 75 milímetros, y que entre sus brazos no habrá ráfagas bruñidas. Todo el conjunto de la cruz pende de la corona real, que medirá 18 milímetros de alto y 21 de ancho.

## Diplomas de la Gran Cruz de la Orden del Dos de Mayo

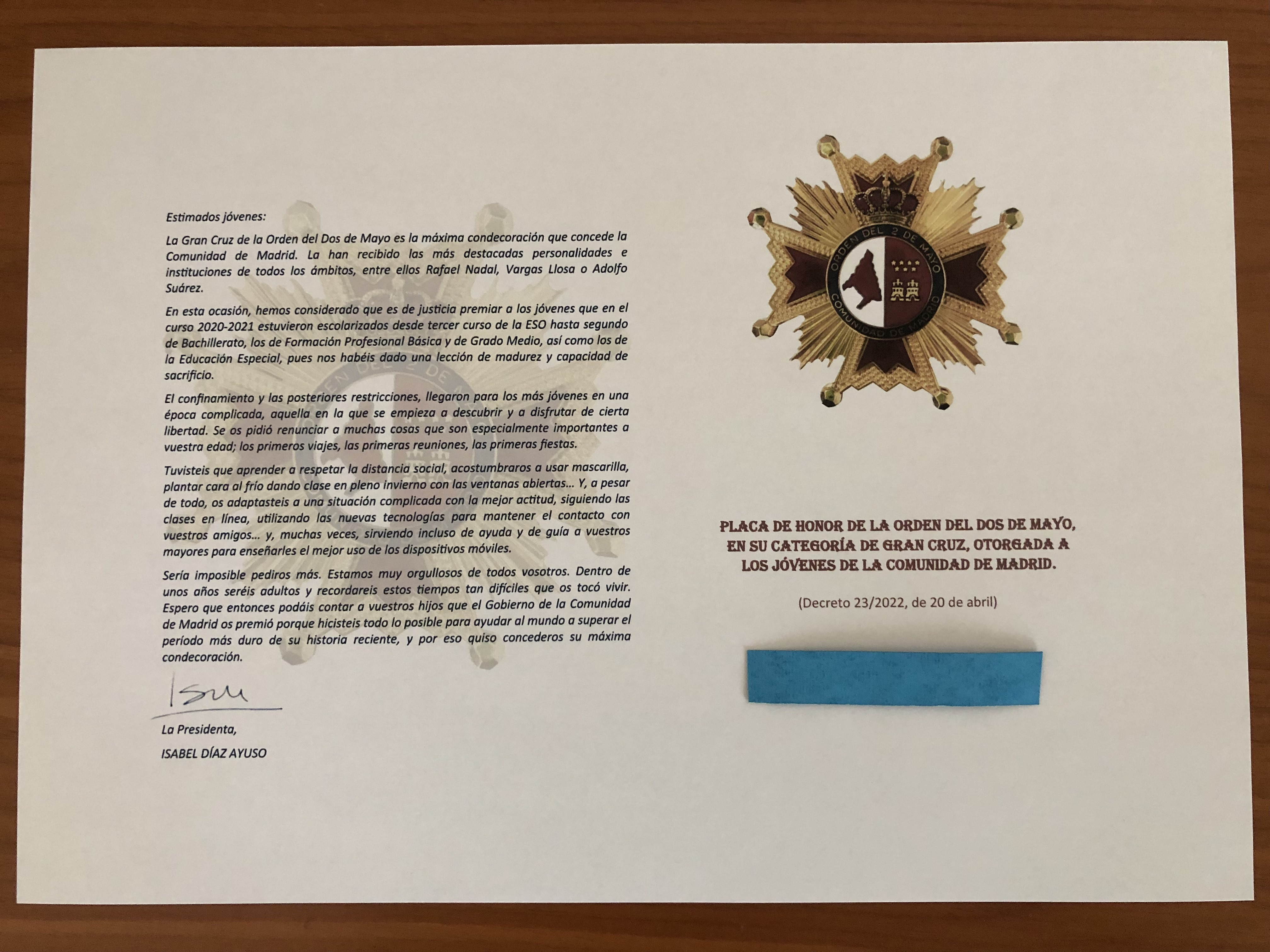
Diploma enviado a los jóvenes de la Comunidad de Madrid condecorados en 2022 con la Gran Cruz del Orden del Dos de Mayo, por su comportamiento durante la pandemia de COVID 19.

En el año 2021 se concedió la Gran Cruz de la Orden del Dos de Mayo a los niños de la Comunidad de Madrid, y en el año 2022 se hizo lo mismo con los jóvenes que estuvieron escolarizados en el curso 2020-2021 desde 3.º de la ESO a 2.º de Bachillerato y en Formación Profesional de Grado Básico y Medio, así como a los de Educación Especial. Se entregaron por el "comportamiento ejemplar" de los niños y los jóvenes durante la pandemia provocada por el COVID 19.
Debido a la imposibilidad material de hacer entrega a cada niño y joven de una insignia de la Gran Cruz, se hizo envío de un Diploma digital que reconocía la concesión.